# Pellegriniodendron diphyllum
Pellegriniodendron diphyllum là một loài rau đậu thuộc họ Fabaceae.
Loài này có ở Cameroon, Bờ Biển Ngà, Gabon, và Ghana.
Chúng hiện đang bị đe dọa vì mất môi trường sống.